# Bente Becker
Pour les articles homonymes, voir Becker.
Bente Becker, née le 12 août 1985 à Almere, est une femme politique néerlandaise, membre du Parti populaire pour la liberté et la démocratie (VVD) et représentante à la Seconde Chambre des États généraux depuis le 23 mars 2017.

## Biographie
Becker grandit à Dronten et étudie le droit à l'université de Tilbourg. Elle assiste à partir de 2010 le ministre des Affaires sociales et de l'Emploi, Henk Kamp (VVD), puis travaille pour la fraction du parti à la Seconde Chambre. Elle écrit notamment des discours pour Mark Rutte lors du processus de formation du cabinet Rutte II en 2012. Élue représentante lors des élections législatives de 2017, elle se concentre lors des travaux parlementaires sur les questions de commerce extérieur et d'intégration des immigrés.